# Batala
Batala (en punyabí: ਬਟਾਲਾ ) es una ciudad de la India en el distrito de Gurdaspur, estado de Punyab.

## Geografía
Se encuentra a una altitud de 245 m s. n. m. a 230 km de la capital estatal, Chandigarh, en la zona horaria UTC +5:30.

## Demografía
Según estimación 2010 contaba con una población de 169 838 habitantes.